# Хан Мён У
Хан Мён У (кор. 한명우?, 韓明愚?; родился 21 ноября 1956); Танджин, Республика Корея — южнокорейский борец вольного стиля, чемпион Олимпийских игр, чемпион Азиатских игр.

## Биография
В 1982 году выступил на чемпионате мира и остался девятым.
На Летних Олимпийских играх 1984 года в Лос-Анджелесе боролся в категории до 74 килограммов (полусредний вес). Участники турнира, числом в 22 человека в категории, были разделены на две группы. За победу в схватках присуждались баллы, от 4 баллов за чистую победу и 0 баллов за чистое поражение. Когда в каждой группе определялись три борца с наибольшими баллами (борьба проходила по системе с выбыванием после двух поражений), они разыгрывали между собой места в группе. Затем победители групп встречались в схватке за первое-второе места, занявшие второе место — за третье-четвёртое места, занявшие третье место — за пятое-шестое места. Корейский спортсмен, несмотря на поражение, смог попасть в финал группы, но там обе схватки проиграл, а затем проиграл и встречу за 5 место.
| Круг                           | Соперник          | Страна                    | Результат | Основание      | Время схватки |
| ------------------------------ | ----------------- | ------------------------- | --------- | -------------- | ------------- |
| 1                              | -                 | -                         | -         | -              |               |
| 2                              | Мохамед Хамад     | Египет                    | Победа    | Туше (4 балла) | 2:00          |
| 3                              | Мухаммад Гуль     | Пакистан                  | Победа    | Туше (4 балла) | 0:33          |
| 4                              | Пекка Раухала     | Финляндия                 | Поражение | 5-6 (1 балл)   |               |
| 5                              | Селлахаттин Саган | Турция                    | Победа    | 6-0 (3 балла)  |               |
| Финал в группе «А» (встреча 1) | Шабан Сейди       | Югославия                 | Поражение | 0-8 (0 баллов) |               |
| Финал в группе «А» (встреча 2) | Дейв Шульц        | Соединённые Штаты Америки | Поражение | 0-5 (0 баллов) |               |
| Финал (за 5-е место)           | Наоми Хигути      | Япония                    | Поражение | 3-7            | -             |

В 1985 году был шестым на чемпионате мира, в 1986 году одержал победу на Азиатских играх.
На Летних Олимпийских играх 1988 года в Сеуле боролся в категории до 82 килограммов (средний вес). Участники турнира, числом в 29 человек в категории, были разделены на две группы. За победу в схватках присуждались баллы, от 4 баллов за чистую победу и 0 баллов за чистое поражение. В каждой группе определялись четыре борца с наибольшими баллами (борьба проходила по системе с выбыванием после двух поражений), они разыгрывали между собой места с первое по восьмое. Победители групп встречались в схватке за первое-второе места, занявшие второе место — за третье-четвёртое места и так далее. Корейский борец ровно провёл турнир и стал чемпионом Олимпийских игр.
| Круг  | Соперник           | Страна       | Результат | Основание        | Время схватки |
| ----- | ------------------ | ------------ | --------- | ---------------- | ------------- |
| 1     | Крис Ринке         | Канада       | Победа    | 6-2 (3 балла)    |               |
| 2     | Йозеф Логиня       | Чехословакия | Победа    | 2-1 (3 балла)    |               |
| 3     | Франциско Иглесиас | Испания      | Победа    | 13-0 (3,5 балла) |               |
| 4     | Ацуси Ито          | Япония       | Победа    | 6-0 (3 балла)    |               |
| 5     | Чедо Николовоский  | Югославия    | Победа    | 13-0 (3,5 балла) |               |
| 6     | Пунцажииин Сухбат  | Монголия     | Победа    | 5-4 (3 балла)    |               |
| Финал | Неджми Генчалп     | Турция       | Победа    | 4-0              |               |